# ستيف هاين
ستيف هاين (بالإنجليزية: Steve Hine)‏ هو لاعب دارت بريطاني، ولد في 20 أبريل 1969 في كوفنتري في المملكة المتحدة.

## وصلات خارجية
- ستيف هاين على موقع DartsDatabase.co.uk (الإنجليزية)